# Donna con te/Tutti uguali
Donna con te/Tutti uguali è un singolo di Mia Martini, pubblicato il 4 maggio 1975, per la casa discografica Dischi Ricordi.

## Descrizione
Scritto da Fred Ferrari e Vito Pallavicini, il brano Donna con te è una cover di Une femme avec toi, portata al successo in Francia da Nicole Croisille qualche mese prima.

## Storia

### Donna con te
L'adattamento italiano di Une femme avec toi viene curato direttamente dai due autori originali. Proprio l'autore del testo, Vito Pallavicini, ricorderà: 
La canzone racconta di una donna che dopo aver amato uomini (almeno all'apparenza) belli e vincenti, trova il suo punto di riferimento in un uomo che è l'opposto dei suoi precedenti amanti. Un uomo diverso, non bello fisicamente, ma capace di regalarle grandi sicurezze. Donna con te è quindi un brano che non presenta tematiche troppo nuove per la cantante calabrese, ma che punta esclusivamente sulle notevoli capacità interpretative della Martini.

### Tutti uguali
Scritta da Bruno Tavernese e Luigi Albertelli, Tutti uguali è un brano che affronta la tematica femminista in maniera ironica e divertente. Estratto dall'album Sensi e controsensi, il brano viene riproposto da Roberta Modigliani durante l'edizione 1993-1994 del programma Non è la Rai.

## Successo e classifiche
Il successo estivo del 45 giri coincide con un momento particolarmente felice nella carriera di Mia Martini: i recital, le premiazioni e le registrazioni per la radio e la televisione si susseguono a ritmo incalzante, si aggiungono le ovazioni raccolte nelle serate della tournée italiana, memorabile il concerto tenuto alla Bussola di Focette il 3 agosto 1975. 
Un reportage pubblicato dal settimanale Epoca la annovera, assieme a Ornella Vanoni, fra le regine delle serate estive degli italiani.
In questo periodo, la sua popolarità è enorme, al punto che il settimanale TV Sorrisi e Canzoni la proclama Miglior cantante femminile dell'anno tramite il referendum Vota la voce.
Donna con te viene quindi promossa sotto i migliori auspici nel programma televisivo Senza rete e al Premio Chianciano della Critica Radiotelevisiva e staziona nelle prime 30 posizioni della classifica tra il mese di agosto e novembre, raggiungendo la 23° posizione dei dischi più venduti. Donna con te vede nuovamente Mia Martini in veste di concorrente al Festivalbar, la quale viene estromessa dalla serata finale poiché la Martini è stata già inserita nel cast de La compagnia stabile della canzone con variété e comica finale, programma autunnale che la Rai ritiene sufficiente per una promozione adeguata dell'artista.

### Classifiche
| Classifica (1975) | Posizione massima | Posizione annuale |
| ----------------- | ----------------- | ----------------- |
| Italia            | 23                | 62                |

## Tracce
Lato A
1. Donna con te – 3:48 (testo: Vito Pallavicini – musica: Afredo "Fred" Ferrari)

Lato B
1. Tutti uguali – 3:08 (testo: Luigi Albertelli – musica: Bruno Tavernese)

## Cover
- 1975: versione strumentale del sassofonista Johnny Sax inserita nell'album Johnny Sax Vol/5 (Produttori Associati, PAF LP 3014).